# Новоказанка (Белебеївський район)
Новоказа́нка (рос. Новоказанка, башк. Яңы Казанка) — присілок у складі Белебеївського району Башкортостану, Росія. Входить до складу Знаменської сільської ради.
Населення — 52 особи (2010; 56 в 2002).
Національний склад:
- татари — 57 %